# Morne de Vitet
Pour les articles homonymes, voir Vitet.
Le morne de Vitet est le point culminant de l'île de Saint-Barthélemy, une collectivité d'outre-mer de la France dans les Petites Antilles.

## Étymologie
Dans certaines anciennes colonies françaises, un « morne » est le nom donné à une petite montagne. Vieilli, le terme est également rencontré à Saint-Pierre-et-Miquelon.

## Géographie
Le morne est situé dans le quartier de Vitet dans la partie orientale (« au vent ») de l'île dont il est le point culminant avec 284 m d'altitude.
Les pentes douces à l'est et au nord sont habitées ; les pentes de l'ouest et du sud, plus abruptes, sont libres d'habitation. La pente la plus raide, au sud, atteint la mer en 400 m.